# Huddingepartiet

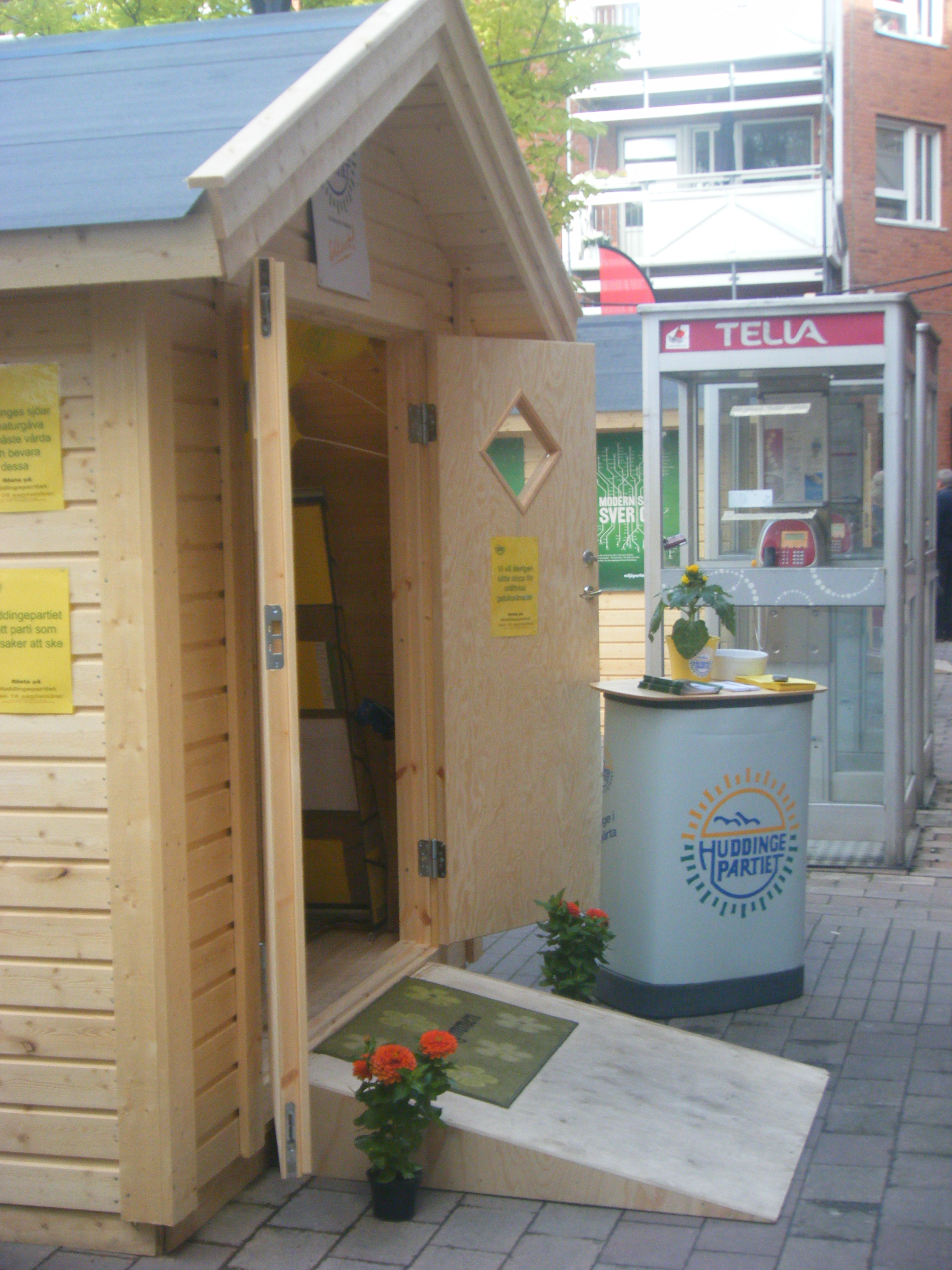
Valstuga i Huddinge centrum.

Huddingepartiet är ett lokalt politiskt parti i Huddinge kommun. Partiet bildades 1981 av bl.a Egil Björklund och det har varit representerat i Huddinge kommunfullmäktige sedan 1982. I valet 2010 fick partiet två mandat i Huddinge kommunfullmäktige.